# Saint-Bauzille-de-Montmel
Saint-Bauzille-de-Montmel è un comune francese di 959 abitanti situato nel dipartimento dell'Hérault nella regione dell'Occitania.

## Società

### Evoluzione demografica
Abitanti censiti